# Fabrizio Boschi
Pour les articles homonymes, voir Boschi.

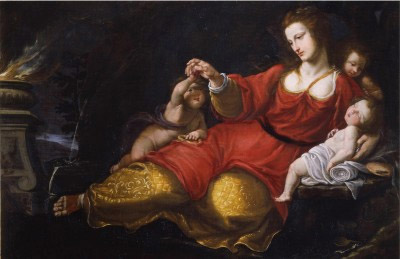
Alegoría de la Castidad par Boschi.

Fabrizio Boschi (1572-1642) est un peintre baroque de l'école florentine.

## Biographie
Il exécuta quelques-unes  des décorations peintes célébrant  Michel-Ange à la Casa Buonarroti.
Parmi les divers artistes de l'époque, ses œuvres se distinguent pour la richesse du rendu pictural et pour l'exceptionnelle capacité du dessinateur.
Filippo Baldinucci définit son art de « belle idee espresse con nobiltà di maniera » (« belles idées » exprimées avec « noblesse de manière »).
Ses fils Francesco Boschi et Alfonso Boschi furent également peintres.

## Œuvres
- Annonciation, chiesa dei Santi Michele e Gaetano
- Fresque de la voûte de  Basilique Santa Trinita (Florence) (avec Matteo Rosselli)
- Martyre de saint Sébastien, Santa Felicita (Florence).
- Ascension de la Vierge, retable du maître-autel, San Barnaba (Florence)
- Fresque, chapelle Capponi, Santa Felicita
- Portrait, chapelle Barbadori, Santa Felicita
- Tabernacle  de l'angle de la via della Vigna Nuova et de la  via del Parione Case dei Berardi, Florence
- Hérodiade et Salomé, musée des beaux-arts de Chambéry
- Nombreux dessins au département des Arts graphiques du musée du Louvre

De juillet à novembre 2006, le musée de la Casa Buonarroti à Florence lui a consacré une exposition monographique qui se proposait de  redécouvrir l'œuvre de cet artiste.